# Скворцова, Вероника Игоревна
Верони́ка И́горевна Скворцо́ва (род. 1 ноября 1960, Москва) — врач-невролог, нейрофизиолог, учёный, организатор здравоохранения, российский политический и государственный деятель. Руководитель Федерального медико-биологического агентства с 22 января 2020 года. Член Совета Безопасности с 30 сентября 2024 года.
С 1993 года – доктор медицинских наук, с 1999 года – профессор, с 2004 года – член-корреспондент РАМН, с 2009 года – Заслуженный деятель науки Российской Федерации, с 2014 года – член-корреспондент РАН, c 21 мая 2012 по 15 января 2020 года – министр здравоохранения.

## Образование и карьера

### Образование, медицина, наука
Родилась в семье врачей, врач в пятом поколении. Её отец - Скворцов Игорь Арнольдович (01.09.1939 г.р.), доктор медицинских наук, руководитель Научно-терапевтического Центра по профилактике и лечению психоневрологической инвалидности.
Окончила школу с золотой медалью в 1977 году, член ВЛКСМ. В 1983 году с отличием окончила обучение на педиатрическом факультете Второго московского медицинского института. В 1983—1985 годах обучалась в клинической ординатуре на кафедре нервных болезней (зав. кафедрой — академик РАМН Е. И. Гусев). В 1985—1988 годах — в аспирантуре на той же кафедре.
В 1988 году защитила кандидатскую диссертацию «Результаты клинического и электронейромиографического исследований больных с начальными проявлениями недостаточности кровоснабжения головного мозга».
С 1988 по 1997 год работала на кафедре старшим лаборантом, ассистентом, доцентом.
В 1989 году создала и возглавила одну из первых в России нейрореанимационных служб Первой Градской больницы имени Н. И. Пирогова (Москва).
В 1993 году защитила докторскую диссертацию «Клинический и нейрофизиологический мониторинг, метаболическая терапия в остром периоде церебрального ишемического инсульта».
В 1997 году возглавила открывшуюся кафедру фундаментальной и клинической неврологии и нейрохирургии Российского государственного медицинского университета. В 1999 году присвоено звание профессора.
В 1999 году стала одним из инициаторов создания и вице-президентом по неврологии Национальной ассоциации по борьбе с инсультом (НАБИ).
В 2004 году избрана членом-корреспондентом РАМН. (С 2014 года — РАН.)
2005—2008 гг. — создатель и первый директор Научно-исследовательского института инсульта Российского государственного медицинского университета.

### «Сосудистая программа»
2001 г. — избрана Исполнительным директором Всемирной федерации инсульта (WSF). Возглавила Международную экспертную группу по организации медицинской помощи при инсульте. Разработанная группой модель экстренной помощи, основанной на максимально быстрой госпитализации в специализированные инсультные центры, получила 1-й приз Всемирной федерации инсульта и начала внедряться в большинстве стран Европы и американо-канадским консорциумом по инсульту.
В 2005 году НАБИ обратилась в Министерство здравоохранения и социального развития Российской Федерации с рекомендацией создать и внедрить государственную программу по борьбе с инсультом. В октябре 2005 года приказом № 626 Минздравсоцразвития была создана рабочая группа по вопросам совершенствования системы профилактики, диагностики и лечения инсульта в Российской Федерации. В феврале 2006 года Рабочей группой были приняты решения о необходимости подготовки стандартов оказания медицинской помощи больным с инсультом и разработки Ведомственной целевой программы «Снижение смертности и инвалидности от сосудистых заболеваний мозга в Российской Федерации». Координация данных проектов была поручена возглавляемому В. И. Скворцовой НИИ инсульта РГМУ. В 2006 году целевая Программа Минздравсоцразвития была разработана, принята и с 2008 года включена в приоритетный Национальный проект «Здоровье».

### Государственная служба
С 15 июля 2008 г. — заместитель министра здравоохранения и социального развития Российской Федерации. На этом посту руководила реализацией «сосудистой программы», в рамках которой в 2008—2011 гг. были открыты 54 региональных сосудистых центра и 145 первичных сосудистых отделений. Это стало решающим фактором снижения смертности от инсультов c 2008 по 2010 год на 15,1 %.
С 21 мая 2012 по 21 января 2020 года — министр здравоохранения Российской Федерации. Повторное назначение — 8 мая 2018 года. (И.О. министра — с 8 по 18 мая 2018 и с 15 по 21 января 2020).
2012—2018 гг. — председатель Правительственной комиссии по вопросам биологической и химической безопасности РФ.
2017 г. — председатель 70-й сессии Всемирной ассамблеи здравоохранения — высшего руководящего органа Всемирной организации здравоохранения (ВОЗ).
С февраля 2018 года — сопредседатель Независимой комиссии высокого уровня Всемирной организации здравоохранения по неинфекционным заболеваниям.
С сентября 2018 года — член Совета по мониторингу глобальной готовности к чрезвычайным ситуациям, учреждённого Всемирной организацией здравоохранения и Группой Всемирного банка. В Совет в персональном качестве вошли 14 специалистов из девяти стран, «обладающих экспертным потенциалом, признанным во всём мире».
С 22 января 2020 года — руководитель Федерального медико-биологического агентства (ФМБА России). 26 июня 2024 года переназначена.
Являлась председателем российских частей Российско-Венгерской межправительственной комиссии по экономическому сотрудничеству и Российско-Шведского наблюдательного комитета по торговле и экономическому сотрудничеству.
С 2018 г. — председатель российской части Межправительственной Российско-Никарагуанской комиссии по торгово-экономическому и научно-техническому сотрудничеству.
Прошла переподготовку в системе дополнительного образования, имеет диплом Российской академии народного хозяйства и государственной службы при Президенте Российской Федерации (РАНХиГС) по специальности «Инвестиционный и финансовый аналитик».
Действительный государственный советник Российской Федерации 2 класса (Указ Президента РФ от 17.10.2011 года №1363).

## Деятельность на посту министра здравоохранения РФ
В. И. Скворцовой были проведены кардинальные преобразования медицинской отрасли, основные направления которых были разработаны в 2012—2014 гг. и в конце 2014 года вынесены на обсуждение профессионального сообщества.

Главной целью станет формирование Национальной системы здравоохранения, которая объединила бы в себе все медицинские службы и организации, независимо от формы их собственности и ведомственной принадлежности, и работала бы в рамках единого правового поля: единых требований к качеству и доступности медицинской помощи, квалификации медицинских работников.

В течение следующих пяти лет в России была разработана и внедрена трёхуровневая система оказания медицинской помощи.
На первичном уровне шло восстановление и развитие медицинской сети, которая пострадала в 1990—2000-е годы, особенно в сельской местности. В 2014—2016 годах впервые с советского времени были введены нормативы размещения медучреждений первичного звена здравоохранения, прежде всего — на селе. Были разработаны и внесены в Программу госгарантий медицинской помощи предельные сроки ожидания различных видов медпомощи, в том числе — в неотложной форме. Был организован мониторинг ситуации в регионах. Для этого Минздравом была создана автоматизированная геоинформационная система. На основе данных геоинформационной системы в 2016 году субъектами РФ были разработаны «дорожные карты» по достраиванию первичного звена. В результате, в 2014—2018 гг. было введено в строй более 2,4 тыс. новых сельских медицинских объектов, число поликлинических отделений районных и центральных районных больниц увеличилось на 26 % — до 11,5 тыс. По итогам 2018 года, из 45,7 тыс. населённых пунктов, требующих наличия ФАПа, осталось обеспечить 499. Завершение строительства объектов сельской медицины планировалось в 2020 году. Для привлечения медработников на село были запущены федеральные программы «Земский доктор» и «Земский фельдшер». Число участников программ по итогам 2018 года достигло 34,3 тыс. человек. В результате, с 2014 по 2018 год обеспеченность сельского населения врачами выросла на 21 %. Для сёл с населением менее 100 человек создано 3800 передвижных медподразделений. С 2016 года возрождена и развивается санитарная авиация. В 2019 году она работала в 49 регионах (за 9 месяцев совершено почти 13 тыс. вылетов). Планировалось, что с 2021 года санитарная авиация заработает по всей стране.
Создан второй (межрайонный) уровень специализированных медучреждений, в том числе — система экстренной специализированной помощи в течение «золотого часа» при жизнеугрожающих состояниях, включающая в себя более 1200 ангионеврологических и кардиологических сосудистых центров и 1500 травмацентров, что позволило с 2008 года снизить уровень смертности от инсультов и комбинированных травм более чем в 2 раза, от инфаркта миокарда — на 18 %.
На третьем уровне были построены сети головных региональных организаций (836 организаций к осени 2019 года) и федеральных медицинских центров. В результате практики оказания высокотехнологичной медицинской помощи (ВМП) распространились на всю территорию страны, а объём ВМП увеличился более чем в 5 раз. Создание на третьем уровне сети из 94 перинатальных центров внесло решающий вклад в резкое снижение материнской и младенческой смертности (на 56 % и 40 % за 10 лет) до национальных исторических минимумов и одних из самых низких показателей в мире.

### Диспансеризация
С 2013 года восстановлена и развивается программа диспансеризации населения. Она позволила вовремя брать под контроль развитие хронических заболеваний, увеличить долю выявления злокачественных новообразований на ранних стадиях (в 2018 году — более 56 %) и сократить до минимума долю впервые выявляемых запущенных случаев.

### Национальные клинические рекомендации
С 2012 года впервые в отечественной медицине проведена разработка национальных клинических рекомендаций. В ней участвовали ведущие учёные, специалисты и профессиональные врачебные объединения (всего — более 7 тыс. чел.). В результате разработано более 1200 клинических рекомендаций по всем видам заболеваний, определяющие также критерии качества медицинской помощи.

### Профессиональное образование
Внедрено третье поколение государственных образовательных стандартов, более практико-ориентированное, в большей степени предусматривающее возможность обновления программы. Совместно с Национальной медицинской палатой разработаны профессиональные стандарты по 58 медицинским специальностям, на их основе обновлены образовательные программы вузов. Разработана и с 2016 года поэтапно внедряется система допуска медработников к профессиональной деятельности — аккредитация, обеспечивающая единый уровень требований к знаниям и умениям выпускников всех медицинских вузов и к профессиональным компетенциям медицинских работников, независимо от места их работы. Создана система непрерывного профессионального медицинского образования.

### Проблема медицинских кадров
Внедрение системы кадрового планирования и целевой подготовки в медвузах позволило сгладить кадровую проблему, особенно — в первичном звене и по наиболее дефицитным специальностям. Так, с начала 2018 по середину 2019 года, дефицит врачей в первичном звене сократился на 10 тысяч — с 35 тыс. до 25 тыс., а среднего персонала — на 12 тысяч, со 142 до 130 тыс. За период 2015—2018 гг. увеличилась численность врачей в поликлиниках. Участковых: педиатров — на 1845 (+7 %), врачей общей практики (семейных врачей) — на 1795 (+20 %), врачей дефицитных специальностей: онкологов — на 1322 (+20 %), реаниматологов — на 2345 (+8 %), рентгенологов — на 1069 (+7 %).

### Медицинская наука
Совместно с Российской академией наук была разработана и реализуется Стратегия развития медицинской науки на период до 2025 года. Созданы Научно-образовательный медицинский кластер направленного инновационного развития и Центр стратегического планирования и управления медико-биологическими рисками здоровью. Воссоздан аппарат главных специалистов Минздрава по развитию медицинской помощи по основным профилям. Сформирована сеть из 36 (на 20.01.2020) Головных национальных медицинских исследовательских центров, которые курируют профильные подразделения регионов и оказывают круглосуточную телемедицинскую помощь.

### Информационная система здравоохранения
В 2012 году началась разработка и развитие «цифрового контура здравоохранения» — Единой государственной информационной системы в сфере здравоохранения. Планирование и разработка сетевых ресурсов, телекоммуникационных и диагностических технологий, оснащение компьютерной техникой медорганизаций, тестирование и внедрение цифровых устройств врач-пациент.
В 2018 году завершено подключение к сети больниц и поликлиник (8,9 тыс. объектов). По итогам года: медицинских организаций и их структурных подразделений, использующих медицинские информационные системы — 15,5 тыс., автоматизированных рабочих мест врачей, подключённых к медицинским информационным системам — 600 тыс., медицинских организаций, подключённых к центральным архивам медицинских изображений — 5,5 тыс., к региональным телемедицинским системам — 6,5 тыс.
В 2019 году разработана первая интеллектуальная вертикально-интегрированная информационная система по профилю онкология. Предполагалась разработка и внедрение аналогичных систем по основным медицинским профилям до 2023 года.

### Перспективные проекты
В 2019 году началась реализация национальных проектов «Здоровье» и «Демография», определивших задачи развития отечественной медицины до 2024 года. Летом того же года стартовала разработка не имеющей аналогов по своим масштабам программы модернизации первичного звена здравоохранения В сентябре 2019 года Минздрав начал обсуждение реформы лекарственного обеспечения, предусматривающей обеспечение всех пациентов жизненно необходимыми и важнейшими лекарственными препаратами (ЖНВЛП) как при лечении в стационаре, так и на дому.

### Основные итоги
В 2019 году средняя ожидаемая продолжительность жизни при рождении достигла в России своего исторического максимума — 73,5 года, что на 3,7 года больше, чем по итогам 2011 года (69,8 лет). За последнее десятилетие российской медицине удалось серьёзно потеснить самые опасные и распространённые инфекционные заболевания, такие как туберкулёз (снижение заболеваемости в 2 раза, смертности — в 3 раза) и грипп (снижение заболеваемости в 6 раз, смертности — в десятки раз). По данным ВОЗ, Россия в течение последних пяти лет является мировым лидером по темпам снижения смертности от туберкулёза. По мнению авторитетного международного журнала «Ланцет», Россия вошла в небольшую группу стран, способных достичь одну из важнейших Целей устойчивого развития ООН — сократить на треть преждевременную смертность от неинфекционных заболеваний к 2030 году.

### Оценки
Леонид Рошаль:

Прежде всего, хотелось бы выразить благодарность Веронике Скворцовой за её работу. Не имея достаточных ресурсов, она смогла снизить детскую смертность, построить перинатальные центры, создать Центры сердечно-сосудистых заболеваний и снизить смертность от этой патологии.

## Научная деятельность
Автор около 600 научных работ. Главный редактор и один из авторов национального руководства по неврологии, автор и соавтор учебников по неврологии (включая международное издание «Handbook of Clinical Neurology»), монографий, методических рекомендаций, руководств для практических врачей, учебных пособий для студентов, интернов и ординаторов, патентов по диагностике и лечению неврологических заболеваний. Индекс Хирша в РИНЦ — 45, Scopus — 21.
Монография 2001 года «Ишемия головного мозга» в соавторстве с академиком Е. И. Гусевым переведена на английский язык и по настоящее время является базовой и востребованной в международном медицинском сообществе.
1996—2008 гг. — член Комитета по координации научных исследований Европейской федерации неврологических сообществ (EFNS). (В июне 2014 г. организация реорганизована путём слияния в Европейскую академию неврологии). Член Научно-методических комиссий EFNS по проблемам нейропротекции, цереброваскулярной патологии и инсульта, интенсивной терапии в неврологии, болезням двигательного нейрона.
1997—1998 гг. — генеральный секретарь Европейского научного совета по сосудистым заболеваниям мозга и инсульту.
2001—2003 гг. — член Исполнительного комитета Европейской организации по борьбе с инсультом (ESO).
2001—2003 гг. — исполнительный директор Всемирной федерации по борьбе с инсультом (WSF)
С 2003 г. — член правления Всемирной федерации по борьбе с инсультом, после её реорганизации в 2006 году — член Правления Всемирной организации по борьбе с инсультом (WSO).
Заместитель председателя Всероссийского общества неврологов.
Почётный президент Национальной ассоциации по борьбе с инсультом (НАБИ), представитель НАБИ во Всемирной организации по борьбе с инсультом.
Главный редактор российского издания международного журнала «Stroke».
Член редакционной коллегии официального органа Всемирной организации по борьбе с инсультом- «International Journal of Stroke».
Заместитель главного редактора по разделу неврологии одного из старейших медицинских изданий России — «Журнала неврологии и психиатрии им. С. С. Корсакова».
С 2020 года — главный редактор журнала «Медицина экстремальных ситуаций».
Почётный доктор Первого Санкт-Петербургского государственного медицинского университета им. И. П. Павлова. Почётный профессор Московского государственного университета им. М. В. Ломоносова и Казанского государственного медицинского университета.
Член Высшей аттестационной комиссии при Министерстве науки и высшего образования РФ.

## Основные работы

### Монографии и учебники
1. Гусев Е. И., Коновалов А. Н., Скворцова В. И. Неврология и нейрохирургия: учебник в 2 т. + CD. — М.: ГЭОТАР-Медиа, 2009 — Т.2: Нейрохирургия. — 420 с. ISBN 978-5-9704-0455-3
2. Неврология. Национальное руководство. Под ред. Е. И. Гусева, А. Н. Коновалова, В. И. Скворцовой, А. Б. Гехт — М.: 2009. — 2-е издание, переработанное и дополненное, в двух томах. М.: 2018—2019.
3. Veronika I. Skvortsova, Sara Z. Bahar. Spinal strokes. Section 4. Chapter 34. Handbook Of Clinical Neurology Vol.93 Ed.: Marc Fisher. Elsevier: 2008. ISBN 9780444520043, 683—702.
4. Доронин Б. М., Бородин Ю. И., Скворцова В. И. Управление клиническими процессами в неврологии. — М.: Литтерра, 2007. — 448 с. ISBN 978-5-98216-088-1
5. Скворцова В. И., Евзельман М. А. Ишемический инсульт. — Орёл, 2006—404 с. ISBN 6-900901-44-0
6. V.I. Skvortsova, P.A.Slominsky, G.N. Levitsky, M.I. Shadrina, S.A.Limborska. Molecular Genetics and Biochemical Studies of Russia Patients with Sporadic Motor Neuron Disease. In: Amyotrophic lateral sclerosis: New research (Ed. C.A. Murray) Nova Biomedical New York, 2006. pp 323–347
7. Скворцова В. И., Крылов В. В. Геморрагический инсульт: практическое руководство. — М.: ГЭОТАР-Медиа, 2005. — 160 с. ISBN 5-9704-0086-6
8. E.G. Gusev, V.I. Skvortsova. Brain Ischemia. Springer Boston: 2003, ISBN 978-1-4613-4857-3

### Статьи
1. Nishtar S., Niinistö S., Sirisena M., Skvortsova V. et al. Time to deliver: report of the WHO Independent High-Level Commission on NCDs. Lancet. (2018); 392(10143):245-252.
2. Скворцова В. И., Шетова И. М., Какорина Е. П., Камкин Е. Г., Бойко Е. Л., Алекян Б. Г., Иванова Г. Е., Шамалов Н. А., Дашьян В. Г., Крылов В. В. Снижение смертности от острых нарушений мозгового кровообращения в результате реализации комплекса мероприятий по совершенствованию медицинской помощи пациентам с сосудистыми заболеваниями в Российской Федерации. Профилактическая медицина. 2018. Т. 21. № 1. С. 4-10.
3. Скворцова В. И., Шетова И. М., Какорина Е. П., Камкин Е. Г., Бойко Е. Л., Дашьян В. Г., Крылов В. В. Организация помощи пациентам с инсультом в России. итоги 10 лет реализации комплекса мероприятий по совершенствованию медицинской помощи пациентам с острыми нарушениями мозгового кровообращения. Анналы клинической и экспериментальной неврологии. 2018. Т. 12. № 3. С. 5-12.
4. Роман А. Ю., Ковражкина Е. А., Разинская О. Д., Кухарский М. С., Мальцев А. В., Овчинников Р. К., Лыткина О. А., Смирнов А. П., Московцев А. А., Бородина Ю. В., Сургучёв А. П., Устюгов А. А., Нинкина Н. Н., Скворцова В. И. Выявление аутоантител к потенциально амилоидогенному белку гамма-синуклеину в сыворотке крови больных с боковым амиотрофическим склерозом и нарушениями мозгового кровообращения. // Доклады Академии наук. 2017. Т. 472. № 5. С. 600—603.
5. Бачурин С. О., Нинкина Н. Н., Тарасова Т. В., Шелковникова Т. А., Ковражкина Е. А., Смирнов А. П., Разинская О. Д., Скворцова В. И. Моделирование бокового амиотрофического склероза: трансгенный метод. // Журнал неврологии и психиатрии им. C.C. Корсакова. 2013. Т. 113. № 10. С. 74-79.
6. Medvedeva, E.V., Dmitrieva, V.G., Povarova, O.V., Skvortsova V.I. et al. The peptide semax affects the expression of genes related to the immune and vascular systems in rat brain focal ischemia: genome-wide transcriptional analysis. BMC Genomics (2014); 15 (228).
7. Medvedeva, E.V., Dmitrieva, V.G., Povarova, O.V., Skvortsova V.I. et al. Effect of Semax and its C-terminal Fragment Pro-Gly-Pro on the Expression of VEGF Family Genes and their Receptors in Experimental Focal Ischemia of the Rat Brain. J. Mol. Neurosci (2013); 49, 328—333.
8. Shelkovnikova T.A., Peters O.M., Deykin A.V., Skvortsova V.I. et al. Fused in sarcoma (FUS) protein lacking nuclear localization signal (NLS) and major RNA binding motifs triggers proteinopathy and severe motor phenotype in transgenic mice. // J Biol Chem. (2013); 288(35):25266-25274.
9. Lenti L., Brainin M., Titianova E., Skvortsova V.I. et al. Stroke care in Central Eastern Europe: current problems and call for action. Int J Stroke (2013); 8(5):365-371.
10. Скоромец А. А., Стаховская Л. В., Белкин А. А., Шеховцова К. В., Кербиков О. Б., Буренчев Д. В., Гаврилова О. В., Скворцова В. И. Новые возможности нейропротекции в лечении ишемического инсульта. //Журнал неврологии и психиатрии им. C.C. Корсакова. 2008. Т. 108. № S22. С. 32-38.
11. Скворцова В. И., Шерстнев В. В., Грудень М. А., Мясоедов Н. Ф., Стаховская Л. В., Ефремова Н. М., Hadzhieva M.K.H., Гривенников И. А., Клюшник Т. П., Чащихина Е. В., Кужилина В. Б. Роль аутоиммунных процессов в повреждающем действии церебральной ишемии. // Журнал неврологии и психиатрии им. C.C. Корсакова. 2001. Т. 101. № S1. С. 46-54.
12. Skvortsova V.I., Limborskaya S.A., Shetova I.M. et al. Association between polymorphisms in the phosphodiesterase 4D (PDE4D) gene and the development of Cerebral Stroke in Patients in the Moscow Population. // Neurosci Behav Physi (2012) 42, 838—841.
13. Skvortsova V.I., Ivanova G.E., Rumyantseva N.A. et al. Current Approaches to Restoring Walking in Patients during the Acute Phase of Cerebral Stroke. // Neurosci Behav Physi (2011)41, 536—541.
14. Skvortsova, V.I., Shurdumova M.K. Konstantinova E.V. The Significance of Toll-Like Receptors in the Development of Ischemic Damage. // Neurosci Behav Physi (2011) 41, 548.
15. Golimbet V.E., Brusov O.S., Faktor M.I., Skvortsova V.I. et al. Effects of the Interaction of Variants of the Serotonin Transporter and Brain-Derived Neurotrophic Factor on Platelet Serotonin Levels in Stroke Patients. // Neurosci. Behav. Physi. (2011) 41, 554—557.
16. Скворцова В. И., Лимборская С. А., Левицкий Г. Н. Современные представления об этиологии, патогенезе и лечении болезни двигательного нейрона. // Журнал неврологии и психиатрии им. C.C. Корсакова. 2005. Т. 105. № 1. С. 4-12.
17. Скворцова В. И., Иванова Г. Е., Румянцева Н. А., Старицын А. Н., Ковражкина Е. А., Суворов А. Ю. Современный подход к восстановлению ходьбы у больных в остром периоде церебрального инсульта. // Журнал неврологии и психиатрии им. C.C. Корсакова. 2010. Т. 110. № 4. С. 25-30.
18. Dmitrieva V.G., Povarova O.V., Skvortsova V.I. et al. Semax and Pro-Gly-Pro Activate the Transcription of Neurotrophins and Their Receptor Genes after Cerebral Ischemia. // Cell Mol. Neurobiol. (2010)30, 71-79.
19. Hachinski V., Donnan G.A., Gorelick P.B., Skvortsova V.I. et al. Stroke: working toward a prioritized world agenda. // Stroke (2010);41(6):1084-1099.
20. Скворцова В. И., Нарциссов Я. Р., Бодыхов М. К., Кичук И. В., Пряникова Н. А., Гудкова Ю. В., Солдатенкова Т. Д., Кондрашова Т. Т., Калинина Е. В., Новичкова М. Д., Шутъева А. Б., Кербиков О. Б. Оксидантный стресс и кислородный статус при ишемическом инсульте. // Журнал неврологии и психиатрии им. C.C. Корсакова. 2007. Т. 107. № 1. С. 30-37.
21. Dmitrieva V.G., Torshina E.V., Yuzhakov V.V., Skvortsova V.I. et al. Expression of sphingomyelin synthase 1 gene in rat brain focal ischemia. // Brain Res. (2008); 1188:222-227.
22. Гусев Е. И., Скворцова В. И., Крылов В. В. Снижение смертности и инвалидности от сосудистых заболеваний мозга в Российской Федерации. // Неврологический вестник. 2007. Т. 39. № 1. С. 128—133.
23. Одинак М. М., Скворцова В. И., Вознюк И. А., Румянцева С. А., Стаховская Л. В., Клочева Е. Г., Новикова Л. Б., Янишевский С. Н., Голохвастов С. Ю., Цыган Н. В. Оценка эффективности Цитофлавина у больных в остром периоде ишемического инсульта. // Журнал неврологии и психиатрии им. C.C. Корсакова. 2010. Т. 110. № 12. С. 29-36.
24. Скворцова В. И., Концевой В. А., Савина М. А., Петрова Е. А., Серпуховитина И. А., Шанина Т. В. Постинсультное генерализованное тревожное расстройство: соотношение с депрессией, факторы риска, влияние на восстановление утраченных функций, патогенез, лечение. // Журнал неврологии и психиатрии им. C.C. Корсакова. 2010. Т. 110. № 10. С. 4-7.
25. Yusuf S., Diener H.C., Sacco R.L., Skvortsova V.I. et al. Telmisartan to prevent recurrent stroke and cardiovascular events. // N Engl J Med. (2008);359(12):1225-1237.
26. Sacco R.L., Diener H.C., Yusuf S., Skvortsova V.I. et al. Aspirin and extended-release dipyridamole versus clopidogrel for recurrent stroke. // N. Engl. J. Med.. (2008) 359(12):1238-1251.
27. Гусев Е. И., Скворцова В. И., Мясоедов Н. Ф., Незавибатько В. Н., Журавлёва Е. Ю., Ваничкин А. В. Эффективность Семакса в остром периоде полушарного ишемического инсульта. // Журнал неврологии и психиатрии им. C.C. Корсакова. 1997. Т. 97. № 6. С. 26.
28. Скворцова В. И., Шерстнев В. В., Константинова Н. А., Грудень М. А., Ефремова Н. М., Комаров А. Н., Константинова Е. В. Участие аутоиммунных механизмов в развитии ишемического повреждения головного мозга. // Журнал неврологии и психиатрии им. C.C. Корсакова. 2005. Т. 105. № 8. С. 36-40.
29. Гусев Е. И., Скворцова В. И., Мартынов М. Ю. Церебральный инсульт: проблемы и решения. // Вестник Российской академии медицинских наук. 2003. № 11. С. 44-48.
30. Скворцова В. И. Механизмы повреждающего действия церебральной ишемии и нейропротекция. // Вестник Российской академии медицинских наук. 2003. № 11. С. 74-81.
31. Скворцова В. И., Голухов Г. Н., Волынский Ю. Д., Губский Л. В., Шамалов Н. А., Киреев А. С., Рамазанов Г. Р., Якимович П. В., Кириллов М. Г. Высокая эффективность селективного внутриартериального тромболизиса при лечении ишемического инсульта у больных окклюзией артерий крупного калибра. // Журнал неврологии и психиатрии им. C.C. Корсакова. 2006. Т. 106. № 12. С. 32-40.
32. Diener Hans-Christoph, Skvortsova V.I. et al. Effects of aspirin plus extended-release dipyridamole versus Clopidogreland telmisartan on disability and cognitive function after recurrent stroke in patients with ischaemic stroke in the Prevention Regimen for Effectively Avoiding Second Strokes (PRoFESS) trial: a double-blind, active and placebo-controlled study // The Lancet Neurology, Volume 7, Issue 10, 875—884.
33. Skvortsova V.I., Platonova I.A., Tvorogova T.V. et al. The Effects of Hormones of the Hypothalamo-Hypophyseal-Adrenal, Renin-Angiotensin, and Thyroid Hormone Systems on the Formation of Dyscirculatory Encephalopathy. // Neurosci Behav Physiol (2004) 34, 939—947.
34. Skvortsova V., Shadrina M., Slominsky P. et al. Analysis of heavy neurofilament subunit gene polymorphism in Russian patients with sporadic motor neuron disease (MND). // Eur. J. Hum. Genet. (2004) 12, 241—244.
35. Skvortsova V.I., Limborska S.A, Slominsky P.A., et al. Sporadic ALS associated with the D90A CuZn-superoxide dismutase mutation in Russia. .. Eur. J. Neurol.. (2001) 8(2):167-172.
36. Skvortsova V.I., Raevski K.S., Kovalenko A.V. et al. Levels of neurotransmitter amino acids in the cerebrospinal fluid of patients with acute ischemic insult. // Neurosci. Behav. Physiol. (2000) 30, 491—495.
37. Slominsky P.A., Shadrina M.I., Kondratyeva E.A., Skvortsova V.I. et al. CuZn-superoxide dismutase gene in sporadic amyotrophic lateral sclerosis patients from Russia: Asp90Ala (D90A) mutation and novel rare polymorphism IVS3+35 A>C. // Hum Mutat. (2000) 16(3):277-278.
38. Skvortsova V.I., Slominsky P.A., Gubskii L.V. et al. Connection between p53 gene Bam HI RFLP polymorphism with the volume of brain infarction in patients with carotid atherothrombotic ischemic stroke. // Restor Neurol Neurosci. (2004);22(2):81-85.
39. Jonsson P.A., Bäckstrand A., Andersen P.M., Skvortsova V.I. et al. CuZn-superoxide dismutase in D90A heterozygotes from recessive and dominant ALS pedigrees. // Neurobiol. Dis. (2002);10(3):327-333.

## Личная жизнь
В разводе. Бывший муж — Гиви Надарейшвили. В 1986 году родила сына Георгия, который пошёл по стопам матери и тоже занимается медицинской деятельностью. Также есть внук Пётр.

## Награды
- 1998 — Лауреат Премии им. Н. И. Пирогова Российского государственного медицинского университета за лучшую научную работу
- 2005 — Лауреат Премии Правительства Москвы «Лучшая научная работа в здравоохранении»
- 2008 — Орден Почёта
- 2009 — Почётное звание «Заслуженный деятель науки Российской Федерации»
- 2009 — Медаль «За заслуги перед Чеченской Республикой»[65]
- 2011 — Лауреат Премии Всемирной организации по борьбе с инсультом
- 2014 — Орден Александра Невского
- 2015 — Почётная грамота Совета МПА СНГ (Межпарламентская ассамблея СНГ) — за активное участие в деятельности Межпарламентской Ассамблеи и её органов, вклад в укрепление дружбы между народами государств — участников Содружества Независимых Государств[66]
- 2016 — Орден преподобной Евфросинии, великой княгини Московской II степени
- 2017 — Лауреат общероссийской общественной премии «Щит и роза»
- 2017 — Медаль «За взаимодействие»[67]
- 2018 — Медаль Столыпина П. А. I степени
- 2018 — Орден «За заслуги перед Отечеством» IV степени.
- 2018 — Командор Национального орден Заслуг (Гвинея) — за вклад с борьбу с геморрагической лихорадкой эбола
- 2019 — Медаль «За вклад в укрепление обороны Российской Федерации»[68]
- 2019 — Медаль «За вклад в развитие Евразийского экономического союза» (Высший совет Евразийского экономического союза)[69]
- 2020 — Медаль «За заслуги перед Республикой Карелия» — за заслуги перед Республикой Карелия и её жителями, большой вклад в социально-экономическое развитие республики и активную работу в составе Государственной комиссии по подготовке к празднованию 100-летия образования Республикой Карелия[70]
- 2020 — Орден Пирогова — за большой вклад в развитие здравоохранения, организацию работы по предупреждению и предотврщению распространения коронавирусной инфекции (COVID-19), многолетний добросовестный труд[71]
- 2021 — Орден святителя Луки, исповедника, архиепископа Крымского II степени  — во внимание к вкладу в развитие медицинского и социального служения и в связи с 60-летием со дня рождения[72]
- 2021 — Медаль Патриаршая благодарность — во внимание к самоотверженному труду по борьбе с коронавирусной инфекцией[73]
- 2021 — Почётный кубок Министерства обороны Российской Федерации[74]
- 2022 — Почетная грамота Правительства Российской Федерации — за заслуги в области здравоохранения и многолетнюю добросовестную работу[75]
- 2023 — Орден «За заслуги перед Запорожской областью» II степени[76]